# Carlos Wagner
Carlos Wagner est un physicien des particules. Il est spécialisé en physique théorique, en théorie des particules élémentaires et en théorie de la supersymétrie. Il travaille actuellement à la Division de physique des hautes énergies (HEP pour High Energy Physics) à l’Argonne National Laboratory (ANL) de l’Université de Chicago , à l’Enrico Fermi Institute, et au Kavli Institute for Cosmological Physics, à l’Université de Chicago. Il est également à la tête du Groupe de théorie de physique des hautes énergies de l’ANL (ANL High Energy Physics Theory Group).
En 2008, il a été élu membre de l’American Physical Society, une distinction honorifique manifestant de la part de ses pairs leur reconnaissance professionnelle. Il a obtenu ce statut grâce à ses contributions sur la phénoménologie des théories de supersymétrie et sur la brisure de la symétrie électrofaible.
Il est marié à la théoricienne de la physique Marcela Carena.